# Congresul al IV-lea al Internaționalei Comuniste

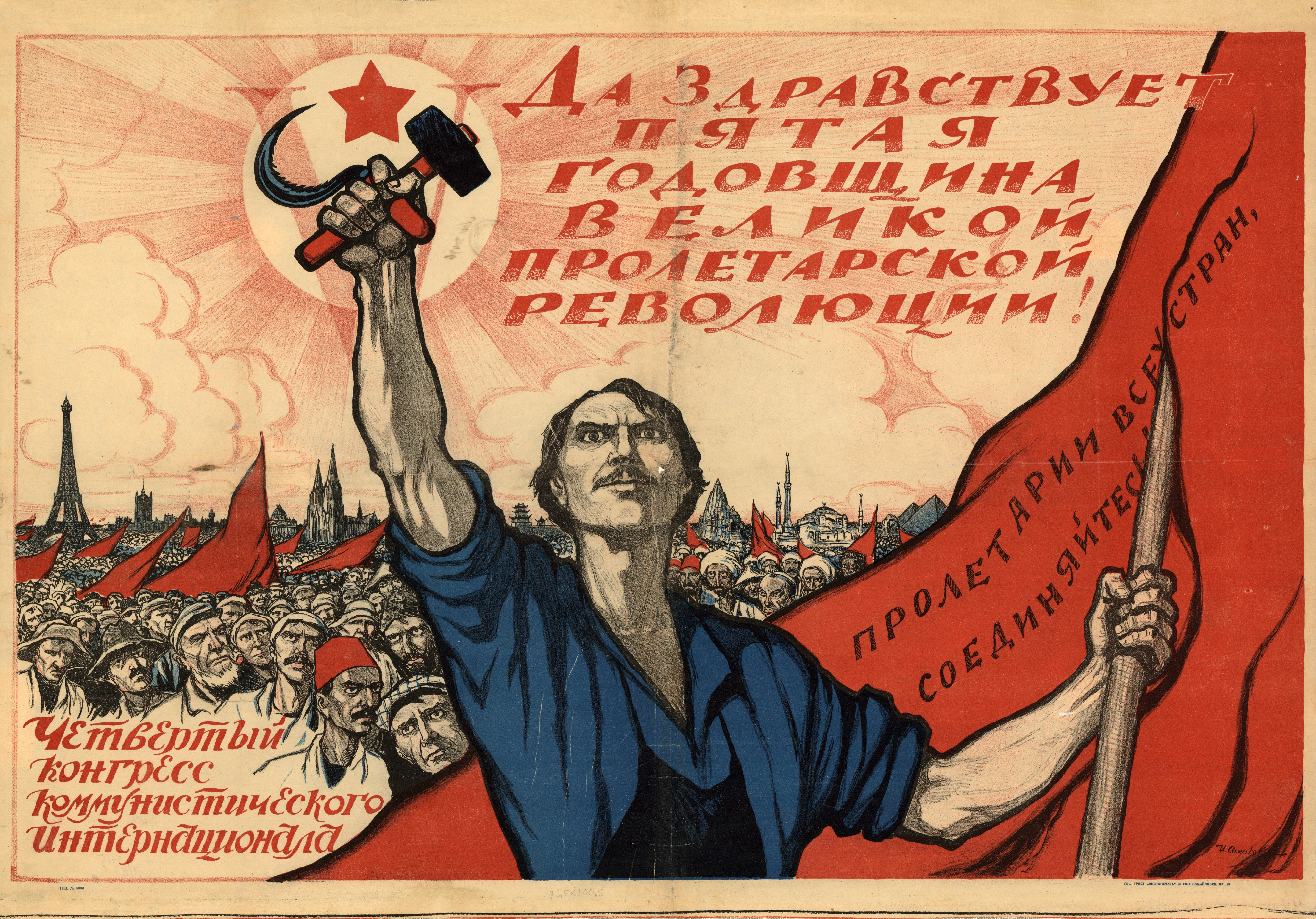
Poster comemorativ al congresului.

Congresul al IV-lea al Internaționalei Comuniste a fost întâlnirea delegaților partidelor comuniste membre ale Cominternului, ce a avut loc în Petrograd și Moscova, Rusia Sovietică, între 5 noiembrie și 5 decembrie 1922. În total au participat 343 de delegați drept de vot din 58 de state. Una dintre cele mai importante realizări ale acestui partid a fost întărirea ideii de front unit în tactica partidelor membre ale cominternului.